# Chariaspilates formosaria
Chariaspilates formosaria là một loài bướm đêm trong họ Geometridae.